# رکسانا ونگیل
رکسانا امیلیا ونگیل (لهستانی: Roksana Emilia Węgiel؛ ‏ الفبای آوانگاری لهستانی: ‏ [rɔkˈsana ˈvɛŋɡʲɛl]؛ زادهٔ ۱۱ ژانویهٔ ۲۰۰۵) خواننده اهل لهستان است. وی از سال ۲۰۱۴ میلادی تاکنون مشغول فعالیت بوده‌است.